# Saboyá (ort)
Saboyá är en ort i Colombia. Den ligger i departementet Boyacá, i den centrala delen av landet, 130 km norr om huvudstaden Bogotá. Saboyá ligger 2 640 meter över havet och antalet invånare är 1 375.
Terrängen runt Saboyá är huvudsakligen kuperad, men söderut är den platt. Runt Saboyá är det ganska tätbefolkat, med 56 invånare per kvadratkilometer. Närmaste större samhälle är Chiquinquirá, 10,4 km sydväst om Saboyá. Omgivningarna runt Saboyá är en mosaik av jordbruksmark och naturlig växtlighet.